# المعصم (نجم)

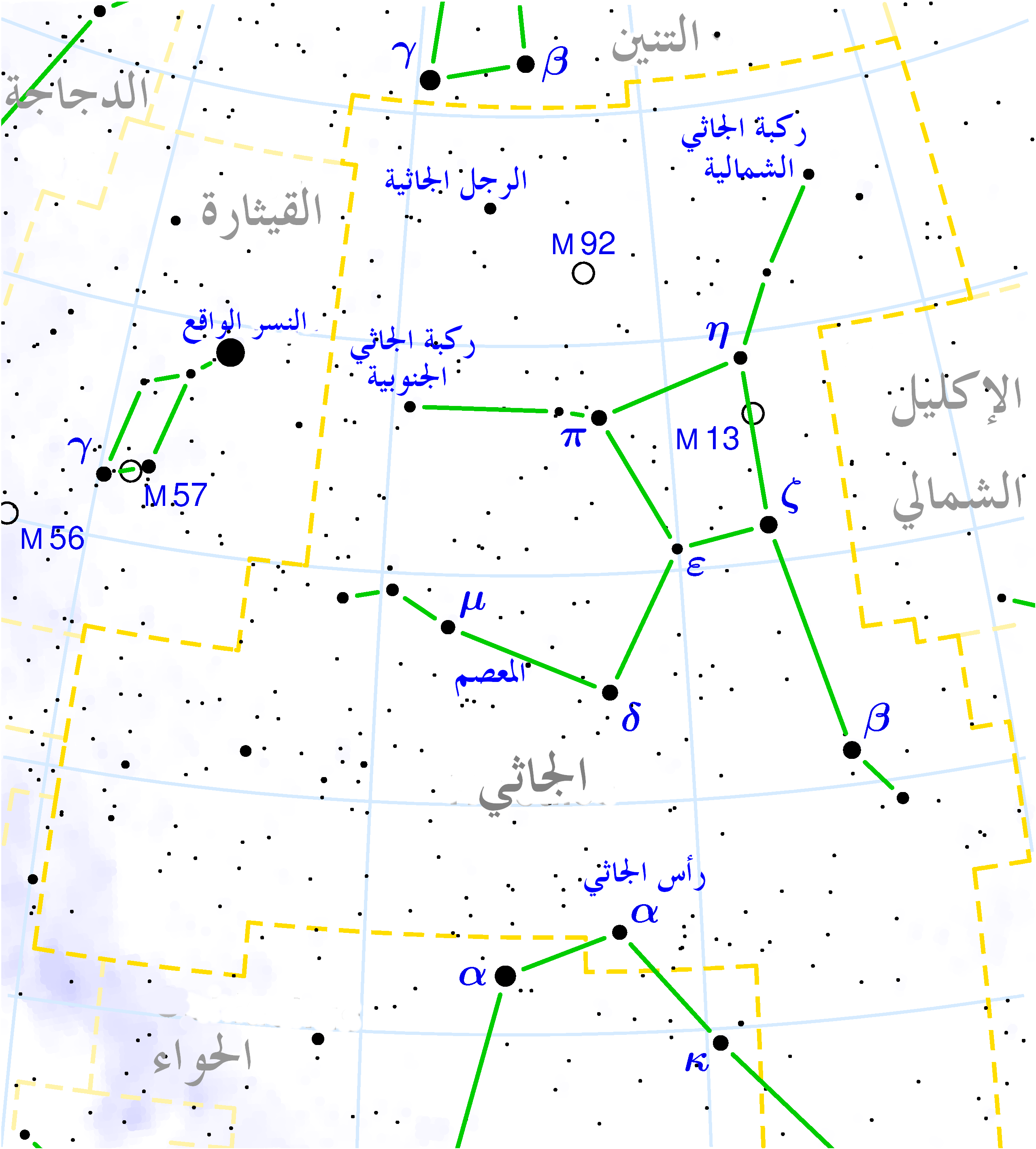
كوكبة الجاثي، حيث يظهر نجم المعصم

المعصم (بالإنجليزية: Maasym أو Masym أو Misam أو Lambda Herculis)‏ نجم تابع لكوكبة الجاثي، يبعد 367 سنة ضوئية عن الأرض. يعدّه الفلكيون نجمًا عملاقًا برتقاليًا.